# Adaïma
Adaïma est une nécropole de l'époque prédynastique — comprise entre le milieu et la fin du quatrième millénaire avant notre ère — située au sud de Louxor, plus précisément sur la rive ouest du Nil au sud d'Esna et au nord de Nekhen, qui a été fouillée par Béatrix Midant-Reynes.
La fouille de près d'un millier de ces tombes, dont un cimetière d’enfants parfaitement bien conservé, a permis de connaître les pratiques funéraires des égyptiens à cette période prédynastique.